# Сітігруп-центр (Лос-Анджелес)
Нещодавно перейменований «Сітігруп Центр», який зараз називається FourFortyFour South Flower, — 627 футів (191 м) 48-поверховий хмарочос на вулиці S. Flower, 444 в районі Бункер-Гілл у даунтауні Лос-Анджелеса, Каліфорнія. Після завершення будівництва 1981 року вежа була п'ятою за висотою в місті.
Будівля раніше належала Beacon Capital Partners, яка придбала нерухомість 2003 року за US$170 млн., а пізніше Broadway Partners Fund Manager, LLC з грудня 2006 року до вересня 2009 року.

## У популярній культурі
- У будівлі відбувається дія екшн-трилера 1996 року «Хмарочос[en]» із Анною-Ніколь Сміт у головній ролі.
- Будівля з'являється у відкривальних титрах і встановлює кадри телевізійної драми NBC 1986—1996 року «Закон Лос-Анджелеса[ru]» як офісна будівля, в якій працювали головні персонажі.
- Будівля з'являється на рівні Лос-Анджелеса відеогри «Tony Hawk's Pro Skater 3[en]».
- Будівля з'являється у відеоіграх «Grand Theft Auto: San Andreas» і «Grand Theft Auto V». Вона розташована в даунтауні Лос-Сантоса (ігровий еквівалент Лос-Анджелеса), однак, у GTA V перейменована на «Schlongberg Sachs Center», який є ігровим еквівалентом Goldman Sachs Group.
- Будівля з'являється як «Catco Enterprises» у «Супердівчині».
- Будівля, здається, руйнується, коли Башта Банку США руйнується на його дах, у фільмі 2015 року Розлом Сан-Андреас.
- Будівля з'являється як Лос-анджелеська філія ЦРУ у фільмі «Gotcha![en]».

## Основні орендарі
- WSP[en]
- Citigroup
- Bank of China